# Ro-Mania
Ro-Mania este o formație de muzică etno-dance din România, fondată în 1996, fiind una dintre primele trupe de acest gen din țară.
La momentul înființării, formația era alcătuită din Ionuț Voicu, Radu Fornea, Mircea Presel și Daniel Alexandrescu.
Formația a lansat zece albume până în anul 2010.
Printre hiturile lor s-au numărat „Au, inima, au”, „Dulce-i vinul”, „Lasă-mă să beau”, „Fost-am dus", „Ah! Ce-aș vrea...", „Leliță Ioană", „Mocăneața" și „Undeva, cândva".
De-a lungul celor 27 ani de existență, formația și-a schimbat de mai multe ori componența. Printre componenti s-au aflat pe rand incepand cu anul 1997 Marius 'Miky' Coman, Andrei 'Bart' Sosoiu, Sorin Mitrea, Mihai Bita, Cătălin Voicu 
Actualii membri ai trupei sunt Răzvan Ștefaniu, Ionuț Andraș.
Ionuț Voicu paraseste trupa în 2006 si incepe un nou proiect etno-dance alaturi de fostul coleg din Ro-Mania, Marius 'Miky' Coman sub titulatura Ion din Romania .